# Edith Roosevelt
Edith Kermit Carow Roosevelt (Norwich, 6 agosto 1861 – Oyster Bay, 30 settembre 1948) fu la moglie di Theodore Roosevelt e funse da First lady degli Stati Uniti d'America durante la sua presidenza dal 1901 al 1909.

## Biografia
Edith era la figlia di Charles Carow, e di sua moglie, Gertrude Elizabeth Tyler, figlia di Daniel Tyler, generale dell'Unione nella guerra civile americana. Aveva una sorella minore, Emily Tyler Carow, e un fratello, Kermit che morì un anno prima della sua nascita. Il nome "Kermit", scelto dai genitori di Edith come nome di suo fratello e come secondo nome, era il cognome di un prozio paterno, Robert Kermit. Durante la sua infanzia, Edith era conosciuta come "Edie". 
Edith è cresciuta a Union Square a New York City. Accanto abitava Theodore "Teddy" Roosevelt. Edith era la migliore amica di sua sorella, Corinne. Edith, Corinne, Teddy ed Elliot studiarono insieme nella casa della famiglia Roosevelt. In seguito frequentò la scuola di Miss Comstock. Sebbene Edith e Teddy possano aver avuto una storia d'amore adolescenziale, la relazione svanì quando Teddy andò alla Harvard University. Mentre era ad Harvard, Teddy conobbe Alice Lee. I due si sposarono nel 1880 ed Edith partecipò al matrimonio.

### Matrimonio
Alice morì nel 1884, dopo aver dato alla luce una bambina di nome Alice. Teddy ed Edith riaccesero la loro relazione nel 1885. Si sposarono a St George's, ad Hannover Square, a Londra il 2 dicembre 1886. Il testimone di Teddy fu Cecil Spring Rice, che in seguito prestò servizio come ambasciatore britannico negli Stati Uniti durante la prima guerra mondiale e mantenne una stretta amicizia con la coppia per il resto della sua vita. 

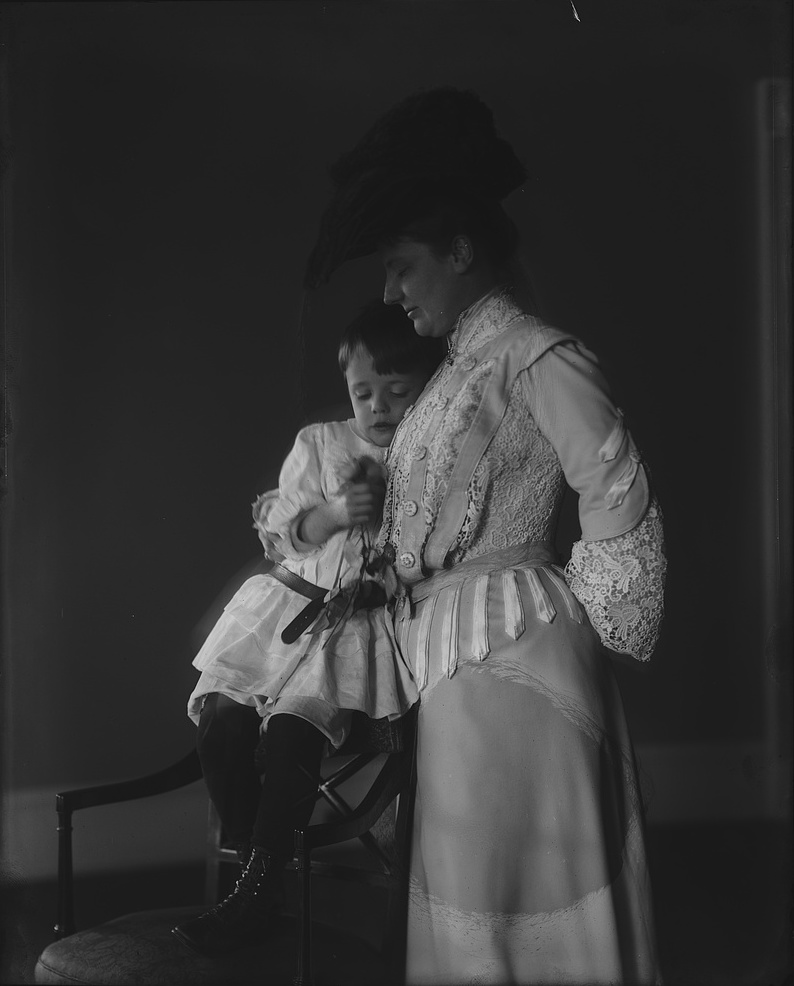
Edith, in piedi, accanto al figlio Quentin

Dopo la luna di miele, la coppia ha vissuto a Sagamore Hill a Long Island, New York. Edith e Theodore avevano una relazione unita, ma era evidente che Edith era la sua seconda moglie. La sua prima moglie, Alice, era una donna graziosa che morì giovane, quindi Theodore riuscì a ricordarla in quel modo. Molte persone, comprese le sue sorelle, furono sorprese dall'annuncio del fidanzamento di Theodore ed Edith sul New York Times. Dimostrando l'incapacità di Theodore di superare la morte della sua prima moglie, chiamò la sua prima figlia "Baby Lee" invece di "Alice".
La coppia ebbe cinque figli: 
- Theodore Roosevelt Jr. (1887-1944)
- Kermit (1889-1943)
- Ethel Carow (1891-1977)
- Archibald Bullock "Archie" (1894-1979)
- Quentin (1897-1918).[10]

In seguito alla nomina alla Commissione del Servizio Civile degli Stati Uniti, dove prestò servizio fino al 1895, Edith si trasferì a Washington con i suoi figli. Durante questo periodo, Edith ed Henry Adams divennero amici intimi. Quando Theodore divenne commissario di polizia di New York City nel 1895, la famiglia si trasferì a New York City. Nel 1897, Teddy fu scelto come assistente segretario della Marina e la famiglia tornò a Washington. Nel 1898, viaggiò in treno fino a Tampa, per accompagnare suo marito a combattere nella guerra ispano-americana. Al suo ritorno da Cuba, Edith sfidò una quarantena per incontrarlo a Montauk, dove aiutò i veterani dell'ospedale. Nell'ottobre 1898, quando Roosevelt fu nominato governatore, Edith lo aiutò a rispondere alla sua corrispondenza. 

### First Ladydi New York
Ad Edith piaceva essere la First Lady di New York. Modernizzò la residenza del governatore, s'iscrisse a un circolo femminile locale e continuò ad aiutare suo marito nel disbrigo della corrispondenza. Edith trovò che la stretta di mano di uno sconosciuto era troppo familiare e preferiva chinare la testa in segno di saluto. Edith tornò a Washington quando Roosevelt ottenne la vice presidenza nel 1900. 

### First Lady

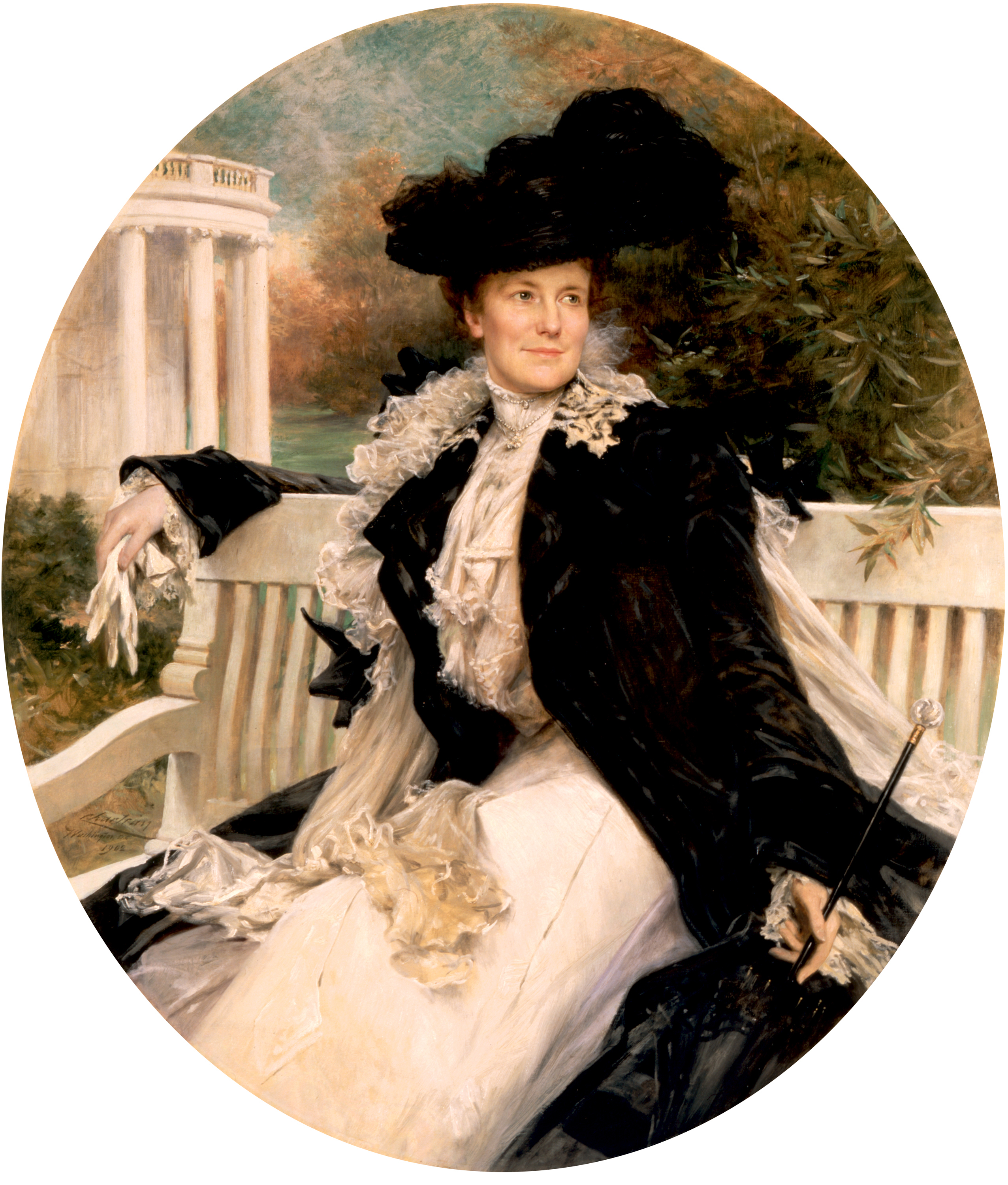
Ritratto ufficiale della First Lady Edith Roosevelt

Dopo l'assassinio di William McKinley, Teddy assunse la presidenza ed Edith divenne First Lady. Con il paese in lutto, la nuova First Lady non poteva fare nulla di divertente. Si concentrò su come adattare la sua famiglia numerosa alla Casa Bianca. Edith eliminò l'ufficio di governante, eseguendo lei stessa il lavoro di supervisione. Edith fece un grande cambiamento istituzionale quando assunse Isabelle Belle Hagner come segretaria, la prima a servire una First Lady. Il compito iniziale di Hagner fu di pianificare il debutto di Alice Roosevelt nel 1902.
Ampliato il numero di eventi sociali che si sono tenuti alla Casa Bianca, si assicurava che i suoi party non fossero superati in splendore da quelli delle mogli dei membri del governo e lavorò per rendere Washington il centro culturale della nazione. I due eventi sociali più significativi durante il mandato di Edith come First Lady furono il matrimonio della figliastra, Alice Roosevelt, e il debutto in società di sua figlia Ethel.
Si ritiene che Edith abbia esercitato una sottile influenza su suo marito. Lei e Teddy s'incontravano privatamente ogni giorno dalle 8 alle 9 di mattina. L'assistente del presidente, William Loeb, aiutava spesso a influenzare il modo di pensare di Edith. Edith leggeva diversi giornali al giorno e inoltrava ritagli che considerava importanti per suo marito. In un articolo del 1933 nella trascrizione di Boston, Isabelle Hagner riferì che la legislazione che aveva creato la National Portrait Gallery era stata approvata grazie dell'influenza di Edith. Gli storici ritengono che il suo più importante contributo storico sia stato quello di fungere da collegamento informale tra Teddy e il diplomatico britannico Cecil Spring Rice, che forniva a Teddy informazioni non ufficiali sulla guerra russo-giapponese. A seguito della negoziazione del trattato che pose fine a quel conflitto, Teddy vinse il premio Nobel per la pace nel 1906.
Teddy ed Edith furono rispettivamente il primo Presidente e la prima First Lady a viaggiare all'estero mentre erano in carica, allorché fecero un viaggio a Panama. Nel 1905 Edith acquistò Pine Knot, nella Virginia rurale, come rifugio per Teddy.

### Ristrutturazione della Casa Bianca
Nel 1902, Edith assunse McKim, Mead & White per separare gli alloggi dagli uffici, per ampliare e modernizzare le sale pubbliche, per rifare il panorama e per ridipingere gli interni. Il Congresso approvò oltre mezzo milione di dollari per il rinnovo. La nuova ala ovest ospitava gli uffici mentre l'ala est ospitava la prima famiglia e gli ospiti. L'impianto idraulico, l'illuminazione e il riscaldamento sono stati migliorati. Edith mise il suo ufficio accanto a quello di Teddy in modo che potessero conferire frequentemente durante il giorno.
Edith ridecorò la Green Room, la Blue Room e la East Room con pezzi d'antiquariato d'epoca. McKim avrebbe rimosso la maggior parte dei mobili esistenti se Edith non fosse intervenuta. È grazie all'intervento di Edith che i mobili vittoriani attualmente visti nella camera da letto di Lincoln sono stati mantenuti. Una sala da pranzo più grande si tradusse in un bisogno di più porcellana, così Edith ordinò un servizio Wedgwood con il Gran Sigillo degli Stati Uniti per 120 persone. Edith ha completato il catalogo della porcellana della Casa Bianca iniziato da Caroline Scott Harrison. Creò un'esposizione della porcellana al piano terra della Casa Bianca. La collezione di porcellane della Casa Bianca esposta per la prima volta da Edith Roosevelt è ancora in mostra oggi.

Di fronte alla porcellana della Casa Bianca, Edith mostrava ritratti di ex First Lady. I ritratti, precedentemente sparsi, furono un successo per il pubblico. Ora gli ospiti della Casa Bianca potevano vedere la porcellana storica e i ritratti mentre aspettavano di entrare durante i ricevimenti. Edith chiamò Henry Pfister, ex giardiniere della Casa Bianca, per aiutarla a progettare un giardino coloniale sul lato ovest. Un simile giardino fu infine collocato sul lato est. I lavori di ristrutturazione della Casa Bianca furono rivelati al pubblico durante il ricevimento di Capodanno del 1903. Fu durante il mandato di Edith come First Lady che la Casa Bianca divenne nota con questo nome. In precedenza, era conosciuta come Executive Mansion. 

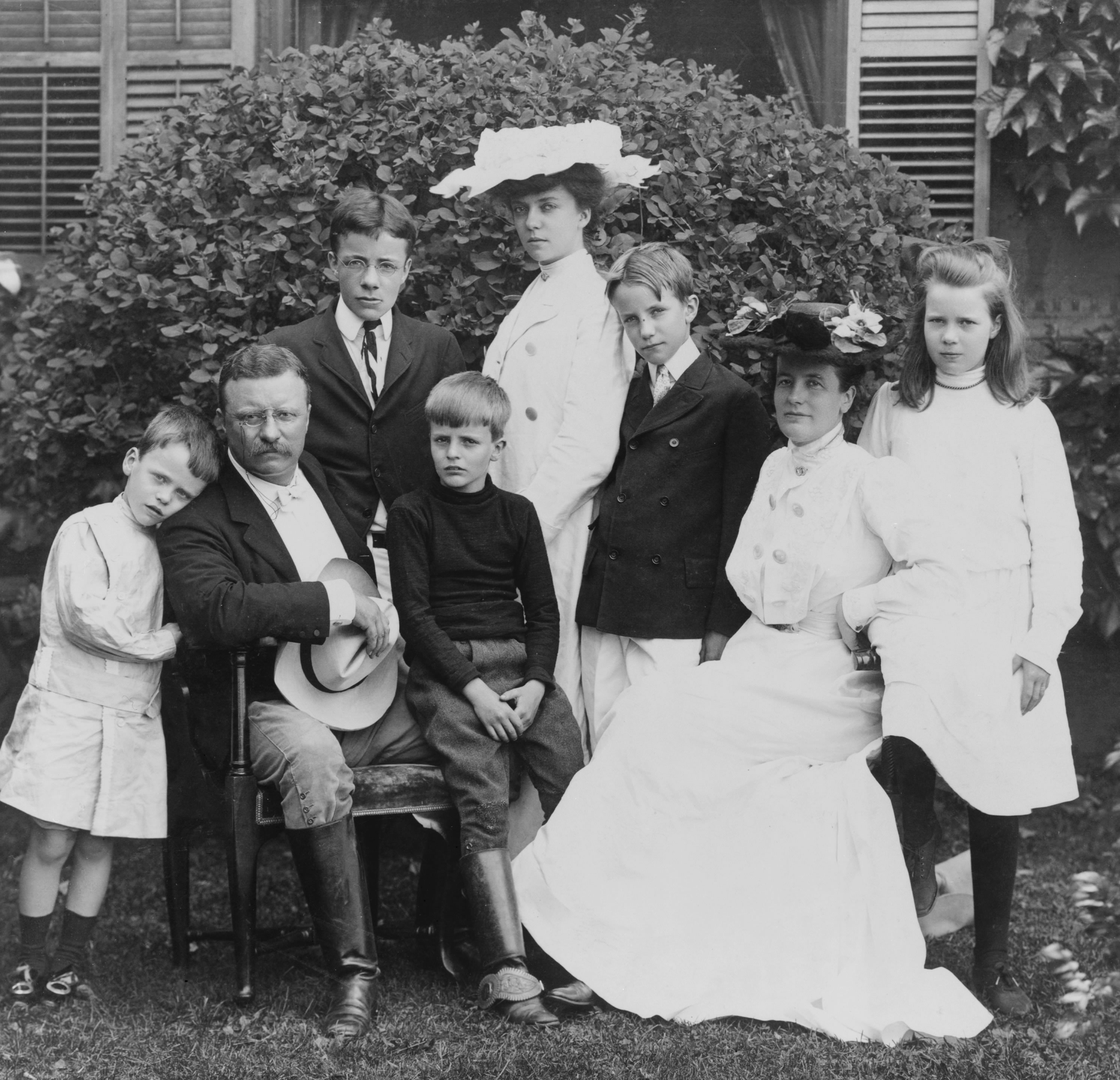
La famiglia Roosevelt nel 1903.

### Relazione con i suoi figli
Edith era una madre devota, trascorrendo diverse ore al giorno con loro. Il Presidente e la First Lady ebbero un ruolo attivo nella loro educazione e spesso corrispondevano con gli insegnanti dei loro figli. Edith desiderava più figli anche dopo la nascita del suo quinto figlio, ma ebbe due aborti spontanei. Edith ha avuto una relazione complicata con la figliastra Alice. Negli anni successivi, Alice espresse ammirazione per il senso dell'umorismo della sua matrigna e dichiarò che avevano gusti letterari simili.
(Dall'autobiografia Crowded Hours di Alice)

### Ultimi anni e morte
Gli ultimi decenni di Edith sono stati caratterizzati da viaggi: in Europa, Asia, Africa e Sud America. Dopo aver lasciato la Casa Bianca, Teddy e Kermit fecero un safari mentre Edith portò Ethel, Archie e Quentin in un lungo tour in Europa. Edith non era una sostenitrice della corsa presidenziale del 1912 di Teddy, ma lo sostenne pienamente. Lo curò dopo l'attentato, lo consolò quando perse le elezioni e lo accompagnò in Brasile durante una sua esplorazione.
Durante la Grande depressione, Edith fece una breve campagna per Herbert Hoover, per sottolineare che il candidato democratico, Franklin Roosevelt, non era suo figlio. Edith non amava Eleanor e c'era stato cattivo sangue tra le due sin dagli anni '20, quando Eleanor fece una campagna contro suo figlio Theodore come governatore di New York. Prima della sua morte, Edith distrusse quasi tutta la sua corrispondenza con Teddy. Tuttavia, era una prodigiosa scrittrice di lettere e le sue lettere sono conservate negli archivi della Biblioteca di Houghton. Morì il 30 settembre 1948 a Sagamore Hill. È sepolta accanto a suo marito al Youngs Memorial Cemetery a Oyster Bay.